# Europa (satelit)
Europa /e.u'ro.pa/ sau Jupiter II, este cea mai mică dintre cei patru sateliți galileeni care orbitează în jurul lui Jupiter și al șaselea cel mai aproape de planetă dintre toți cei 80 de sateliți cunoscuți ai lui Jupiter. Este, de asemenea, al șasea cel mai mare satelit din Sistemul Solar. Europa a fost descoperită în 1610 de Galileo Galilei  și a fost numită după Europa, mama feniciană a regelui Minos al Cretei și iubitoare a lui Zeus (echivalentul grecesc al zeului roman Jupiter).
Puțin mai mică decât Luna Pământului, Europa este făcută în principal din rocă silicat și are o scoarță de gheață  și probabil un miez de fier-nichel. Are o atmosferă foarte subțire, compusă în principal din oxigen. Suprafața sa bej-albă este striată de crăpături cărămizii și dungi, dar craterele sunt relativ puține. Pe lângă observațiile cu telescopul de pe Pământ, Europa a fost examinată printr-o succesiune de zboruri ale sondelor spațiale, prima având loc la începutul anilor 1970.
Europa are cea mai netedă suprafață dintre orice obiect solid cunoscut din Sistemul Solar. Aparenta tinerețe și netezimea suprafeței au condus la ipoteza că sub suprafață există un ocean de apă, care ar putea adăposti viața extraterestră.  Modelul predominant sugerează că căldura de la încălzirea mareică face ca oceanul să rămână lichid și provoacă mișcarea gheții similară cu plăcile tectonice, absorbind substanțele chimice de la suprafață în oceanul de dedesubt.   Sarea de mare dintr-un ocean subteran poate acoperi unele forme de relief de pe Europa, sugerând că oceanul interacționează cu fundul mării. Acest lucru poate fi important pentru a determina dacă Europa ar putea fi locuibilă.  În plus, telescopul spațial Hubble a detectat pene de vapori de apă similare cu cele observate pe Enceladus, despre care se crede că sunt cauzate de criogeizerele în erupție.  În mai 2018, astronomii au furnizat dovezi justificative ale activității penelor de apă pe Europa, pe baza unei analize actualizate a datelor obținute de la sonda spațială Galileo, care l-a orbitat Jupiter între 1995 și 2003. O astfel de activitate ar putea ajuta cercetătorii în căutarea vieții din oceanul subteran europan, fără a fi nevoiți să aterizeze pe satelit.    
Misiunea Galileo, lansată în 1989, oferă cea mai mare parte a datelor actuale despre Europa. Nicio navă spațială nu a aterizat încă pe Europa, deși au fost propuse mai multe misiuni de explorare. Jupiter Icy Moon Explorer (JUICE) al Agenției Spațiale Europene este o misiune către Ganymede, care urmează să fie lansată în 2023 și va include două zboruri pe lângă Europa.   Europa Clipper planificat de NASA ar trebui să fie lansat în 2024. 

## Descoperire și denumire
Europa, împreună cu ceilalți trei sateliți mari ai lui Jupiter, Io, Ganymede și Callisto, a fost descoperită de Galileo Galilei pe 8 ianuarie 1610  și, posibil, independent de Simon Marius. Prima observație raportată a lui Io și Europa a fost făcută de Galileo la 7 ianuarie 1610, folosind un telescop refractor cu mărire de 20× de la Universitatea din Padova. Cu toate acestea, în acea observație, Galileo nu i-a putut separa pe Io și Europa din cauza măririi reduse a telescopului său, astfel încât cele două au fost înregistrate ca un singur punct de lumină. A doua zi, 8 ianuarie 1610 (folosită ca dată de descoperire a Europei de către IAU ), Io și Europa au fost văzute pentru prima dată ca corpuri separate în timpul observațiilor lui Galileo asupra sistemului Jupiter. 

Europa este numită după Europa, fiica regelui Tirului, o nobilă feniciană din mitologia greacă. La fel ca toți sateliții galileeni, Europa poartă numele unei iubitoare a lui Zeus, omologul grec al lui Jupiter. Europa a fost curtată de Zeus și a devenit regina Cretei.  Schema de numire a fost sugerată de Simon Marius,  care i-a atribuit propunerea lui Johannes Kepler :  
„... Inprimis autem celebrantur tres fœminæ Virgines, quarum furtivo amore Iupiter captus & positus est... Europa Agenoris filia... à me vocatur... Secundus Europa... [Io,] Europa, Ganimedes puer, atque Calisto, lascivo nimium perplacuere Jovi.”
„... Mai întâi, vor fi onorate trei tinere care au fost capturate de Jupiter pentru dragoste secretă, [inclusiv] Europa, fiica lui Agenor... Al doilea [satelit] este numit de mine Europa ... Io, băiatul Ganymede, și Callisto l-au încântat foarte mult pe Jupiter.”
Numele nu au fost folosite pentru o perioadă considerabilă de timp și nu au fost reînviate în uz general până la mijlocul secolului al XX-lea.  În cea mai mare parte a literaturii astronomice anterioare, Europa este pur și simplu menționată prin denumirea sa numerică romană ca Jupiter II (un sistem introdus și de Galileo) sau ca „al doilea satelit al lui Jupiter”. În 1892, descoperirea lui Amalthea, a cărei orbită se afla mai aproape de Jupiter decât cea a sateliților galileeni, a împins Europa pe a treia poziție. Sondele Voyager audescoperit încă trei sateliți interiori în 1979, așa că Europa este acum considerată al șaselea satelit al lui Jupiter, deși este încă denumit Jupiter II.  Forma adjectivală sa stabilizat ca europan. 

## Orbită și rotație

Animație a rezonanței Laplace a lui Io, Europa și Ganymede (conjuncțiile sunt evidențiate prin modificări de culoare)

Europa îl orbitează pe Jupiter în puțin peste trei zile și jumătate, cu o rază orbitală de aproximativ 670.900 km. Cu o excentricitate orbitală de numai 0,009, orbita în sine este aproape circulară, iar înclinația orbitală față de planul ecuatorial al lui Jupiter este mică, la 0,470°.  La fel ca și ceilalți sateliți galileeni, Europa este în rotație sincronă cu Jupiter, cu o emisferă a Europei îndreptată constant spre Jupiter. Din această cauză, există un punct sub-jovian pe suprafața Europei, de care Jupiter ar părea să fie direct deasupra capului. Meridianul zero al Europei este o linie care trece prin acest punct.  Cercetările sugerează că rotația sincronă poate să nu fie completă, deoarece s-a propus o rotație nesincronă : Europa se învârte mai repede decât orbitează, sau cel puțin a făcut acest lucru în trecut. Acest lucru sugerează o asimetrie în distribuția internă a masei și că un strat de lichid sub suprafață separă crusta de gheață de interiorul de rocă. 
Ușoară excentricitate a orbitei Europei, menținută de perturbațiile gravitaționale de la ceilalți galileeni, face ca punctul sub-jovian al Europei să oscileze în jurul unei poziții medii. Pe măsură ce Europa se apropie puțin mai mult de Jupiter, atracția gravitațională a lui Jupiter crește, determinând-o pe Europa să se alungească. Pe măsură ce Europa se îndepărtează ușor de Jupiter, forța gravitațională a lui Jupiter scade, determinând Europa să se relaxeze înapoi într-o formă mai sferică și creând maree în oceanul său. Excentricitatea orbitală a Europei este pompată continuu de rezonanța sa cu Io.  Astfel, încălzirea mareică frământă interiorul Europei și îi conferă o sursă de căldură, permițând posibil oceanului său să rămână lichid în timp ce conduce procesele geologice subterane.   Sursa finală a acestei energii este rotația lui Jupiter, care este atinsă de Io prin mareele pe care le ridică pe Jupiter și este transferată la Europa și Ganymede prin rezonanța orbitală.  
Analiza fisurilor unice care acoperă Europa a dat dovezi că probabil s-a învârtit în jurul unei axe înclinate la un moment dat. Dacă este corect, acest lucru ar explica multe dintre caracteristicile Europei. Rețeaua imensă de fisuri care se acoperă Europei servește ca o înregistrare a tensiunilor cauzate de mareele masive în oceanul său global. Înclinarea Europei ar putea influența calculele despre cât de mult din istoria sa este înregistrată în învelișul său înghețat, cât de multă căldură este generată de maree în oceanul său și chiar cât timp oceanul a fost lichid. Stratul său de gheață trebuie să se întindă pentru a se adapta acestor schimbări. Când există prea mult stres, se sparge. O înclinare a axei Europei ar putea sugera că fisurile acesteia ar putea fi mult mai recente decât se credea anterior. Motivul pentru aceasta este că direcția polului de rotație se poate schimba cu până la câteva grade pe zi, completând o perioadă de precesiune pe mai multe luni. O înclinare ar putea afecta, de asemenea, estimările vârstei oceanului Europei. Se crede că forțele de maree generează căldura care menține lichid oceanul Europei, iar o înclinare a axei de rotație ar determina generarea de mai multă căldură din cauza forțelor mareice. O astfel de căldură suplimentară ar fi permis oceanului să rămână lichid pentru mai mult timp. Cu toate acestea, nu a fost încă determinat când s-ar fi putut produce această schimbare ipotetică a axei de rotație. 

## Caracteristici fizice

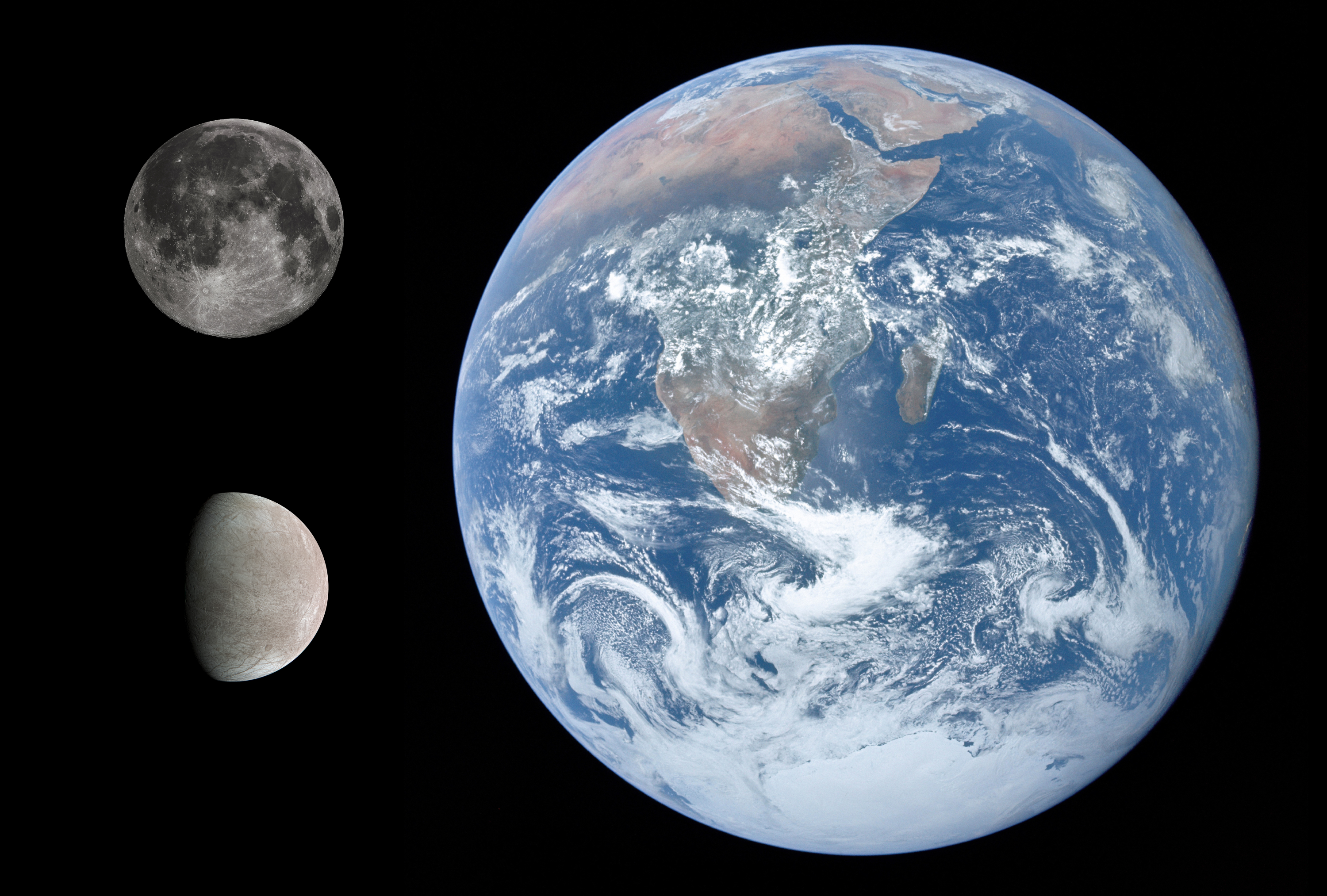
Compararea dimensiunilor Europei stânga jos) cu Luna (stânga sus) și cu Pământul (dreapta)

Europa este puțin mai mică decât Luna. La puțin peste 3.100 kilometri (1.900 mi) în diametru, este al șaselea cel mai mare satelit și al cincisprezecelea obiect ca mărime din Sistemul Solar. Deși, într-o marjă largă, este cel mai puțin masiv dintre sateliții galileeni, este totuși mai masiv decât toți sateliții cunoscuți din Sistemul Solar, mai mici decât ea însuși la un loc.  Densitatea sa medie sugerează că este similară ca compoziție cu planetele terestre, fiind compusă în principal din rocă silicatică. 

### Structura interna
Se estimează că Europa are un strat exterior de apă în cu o grosime de jur de 100 kilometri (62 mi); o parte înghețată ca scoarța sa și o parte ca un ocean lichid sub gheață. Datele recente ale câmpului magnetic de la orbiterul Galileo au arătat că Europa are un câmp magnetic indus prin interacțiunea cu cel al lui Jupiter, ceea ce sugerează prezența unui strat conductiv sub suprafață.  Este probabil ca acest strat să fie un ocean cu apă sărată lichidă. Se estimează că porțiuni ale crustei au suferit o rotație de aproape 80°, aproape răsturnându-se, ceea ce ar fi puțin probabil dacă gheața ar fi atașată solid de manta.  Europa conține probabil un miez metalic de fier.  

### Forme de relief

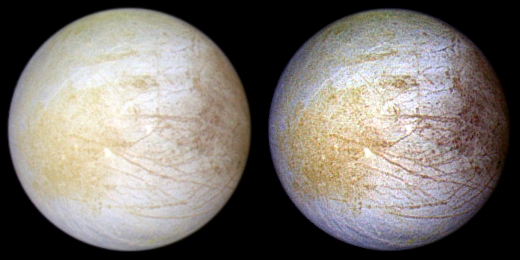
Culoare falsă (stânga) și culoare falsă cu contrast îmbunătățit (dreapta) realizat prin sinteza RGB a datelor de luminanță în infraroșu apropiat, verde și violet. Vedere Galileo a emisferei anterioare.

Europa este cel mai neted obiect cunoscut din Sistemul Solar, lipsit de caracteristici la scară mare, cum ar fi munți și cratere.  Cu toate acestea, conform unui studiu, ecuatorul Europei ar putea fi acoperit de vârfuri de gheață numite penitentes, care pot avea până la 15 metri înălțime, din cauza luminii directe a soarelui deasupra pe ecuator, determinând sublimarea gheții, formând crăpături verticale.    Deși imaginile disponibile de la sonda Galileo nu au rezoluția necesară pentru a confirma acest lucru, datele radar și termice sunt în concordanță cu această interpretare.  Marcajele proeminente care acoperă Europa par a fi în principal caracteristici albedo care subliniază topografia joasă. Există puține cratere pe Europa, deoarece suprafața sa este prea activă din punct de vedere tectonic și, prin urmare, tânără.   Crusta de gheață a Europei are un albedo (reflectivitate luminoasă) de 0,64, una dintre cele mai înalte dintre toate lunile.   Aceasta indică o suprafață tânără și activă: pe baza estimărilor frecvenței bombardamentelor cometare pe care le suferă Europa, suprafața are o vechime de aproximativ 20 până la 180 de milioane de ani.  În prezent, nu există un consens științific complet între explicațiile uneori contradictorii pentru formele de relief ale Europei. 
Nivelul de radiație ionizantă la suprafața Europei este echivalent cu o doză de aproximativ 5,4 Sv (540 rem ) pe zi,  o cantitate care ar provoca îmbolnăviri grave sau deces pentru oameni expuși pentru o singură zi (24 de ore).  Durata unei zile europane este de aproximativ 3,5 ori mai mare decât a unei zile pe Pământ, rezultând o expunere la radiații ionizante de de 3,5 ori mai mare. 

#### Lineae

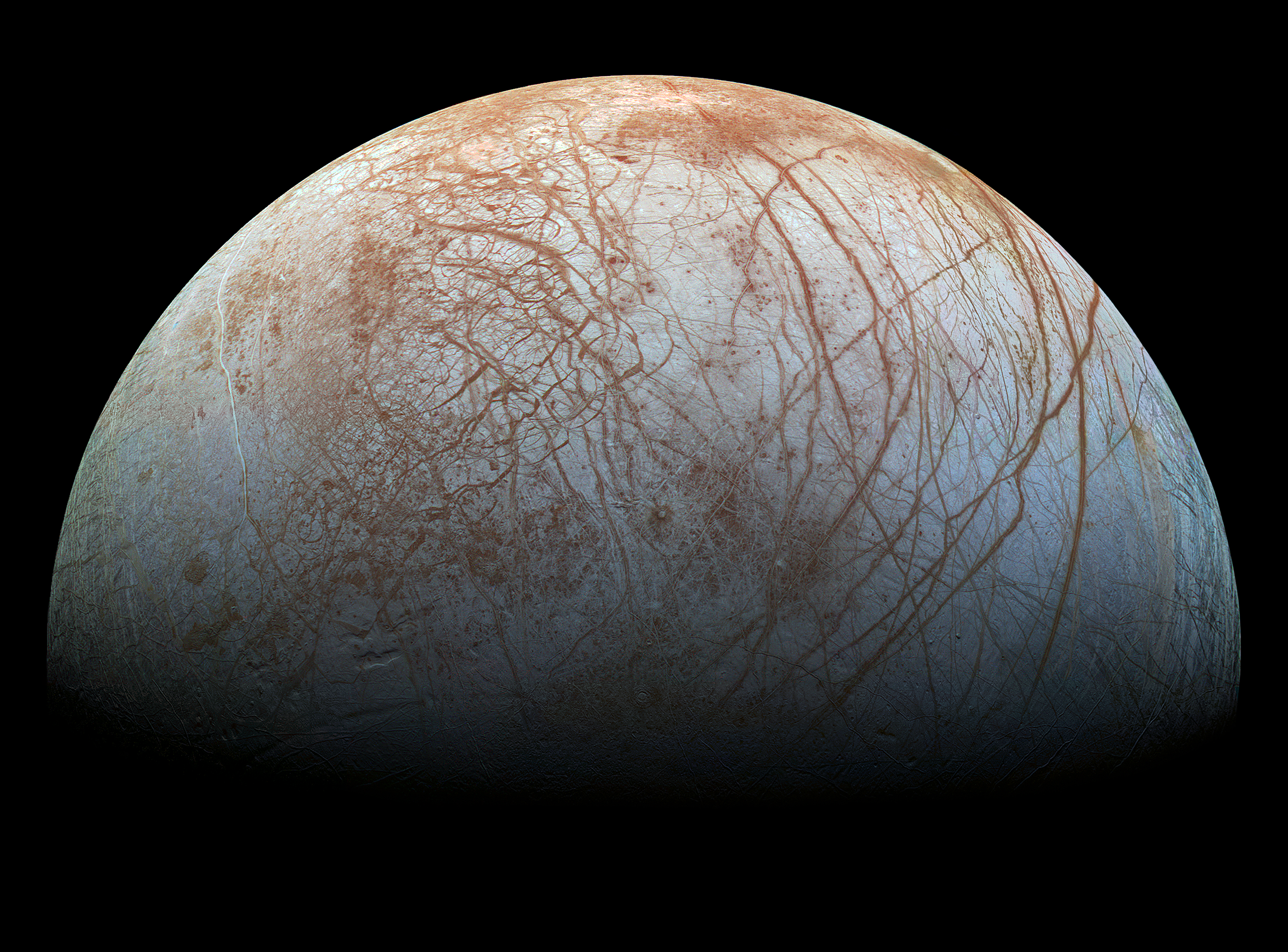
Mozaic Galileo în culoare falsă al emisferei anti-joviane a Europei, prezentând numeroase lineae

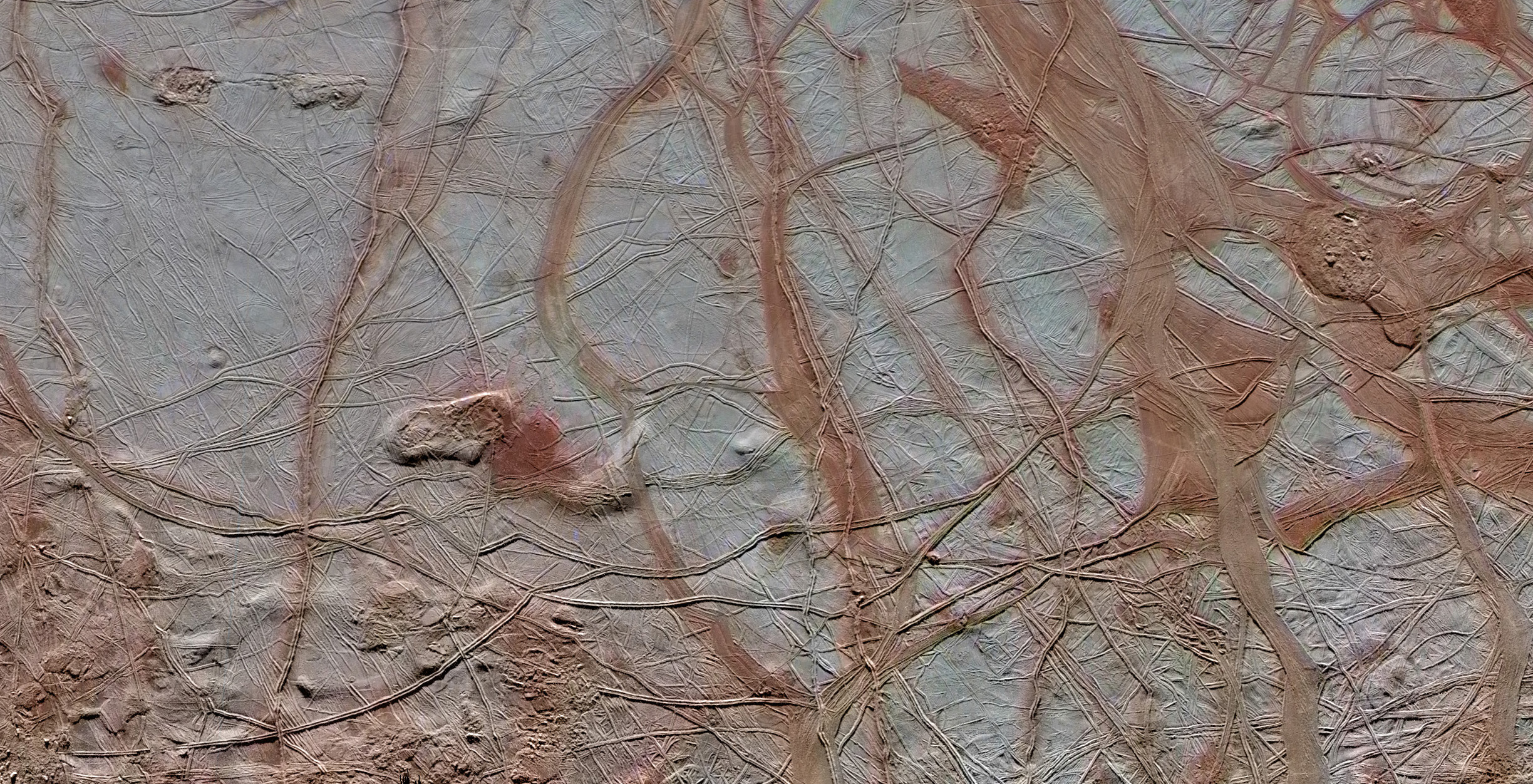
Vedere în culoare falsă, saterată care arată modelul complicat al fracturilor liniare de pe suprafața Europei

Cele mai izbitoare caracteristici ale suprafeței Europei sunt o serie de dungi mai întunecate care traversează întregul glob, numite lineae ( romănă: linii ). O examinare atentă arată că marginile scoarței Europei de pe ambele părți ale fisurilor s-au mutat una față de alta. Benzile mai mari sunt mai mult de 20 kilometri (12 mi) transversal, adesea cu margini exterioare întunecate, difuze, striații regulate și o bandă centrală din material mai deschis.  Ipoteza cea mai probabilă este că liniile de pe Europa au fost produse de o serie de erupții de gheață caldă, pe măsură ce scoarța europană s-a extins pentru a expune straturile mai calde de dedesubt.  Efectul ar fi fost similar cu cel observat pe dorsalele oceanice ale Pământului. Se crede că aceste diferite fracturi au fost cauzate în mare parte de încălzirea mareică exercitată de Jupiter. Deoarece Europa este în rotație sincronă cu Jupiter și, prin urmare, menține întotdeauna aproximativ aceeași orientare către Jupiter, modelele de stres ar trebui să formeze un model distinctiv și previzibil. Cu toate acestea, doar cele mai tinere dintre fracturile Europei se conformează modelului prezis; alte fracturi par să apară la orientări din ce în ce mai diferite cu cât sunt mai în vârstă. Acest lucru ar putea fi explicat dacă suprafața Europei se rotește puțin mai repede decât interiorul său, un efect care este posibil datorită decuplării mecanice din cauza oceanului subteran a suprafeței Europei de mantaua sa de rocă și a efectelor gravitaționale ale lui Jupiter asupra scoarței exterioare de gheață a Europei. Comparațiile dintre fotografiile navelor spațiale Voyager și Galileo servesc pentru a pune o limită superioară a acestui derapaj ipotetic. O revoluție completă a carcasei rigide exterioare față de interiorul Europei durează cel puțin 12.000 de ani.  Studiile imaginilor Voyager și Galileo au dezvăluit dovezi ale subducției pe suprafața Europei, sugerând că, la fel cum crăpăturile sunt analoge cu dorsalele oceanelor,   fel și plăcile de scoarță sunt analoge plăcilor tectonice de pe Pământ, și sunt reciclate în interiorul topit. Această dovadă a răspândirii crustei la benzi  și a convergenței în alte locuri  sugerează că Europa ar putea avea plăci tectonice active, similar cu Pământul.  Cu toate acestea, fizica care conduce aceste plăci tectonice probabil nu seamănă cu ceacare conduce tectonica plăcilor terestre, deoarece forțele care rezistă potențialelor mișcări ale plăcilor asemănătoare Pământului în scoarța Europei sunt semnificativ mai puternice decât forțele care le-ar putea conduce. 

#### Haos și lenticulae
Alte forme de relief prezente pe Europa sunt lenticulele circulare și eliptice ( latin pentru „pistrui”). 
 Multe sunt cupole, unele sunt gropi și altele sunt pete netede, întunecate. Altele au o textură amestecată sau aspră. Vârfurile cupolelor arată ca bucăți din câmpiile mai vechi din jurul lor, sugerând că cupolele s-au format atunci când câmpiile au fost împinse de jos în sus. 
O ipoteză afirmă că aceste lenticulae au fost formate din diapire de gheață caldă care se ridică prin gheața mai rece a scoarței exterioare, la fel ca camerele magmaticedin scoarța terestră.  Petele netede și întunecate ar putea fi formate de apa eliberată atunci când gheața caldă sparge suprafața. Lenticulaele aspre, amestecate (numite regiuni ale „haosului”; de exemplu, Conamara Chaos ) s-ar forma apoi din multe fragmente mici de crustă, încorporate în material întunecat, apărând ca aisbergurile într-o mare înghețată.
O ipoteză alternativă sugerează că lenticulaele sunt de fapt zone mici de haos și că gropile, petele și domurile sunt artefacte rezultate din suprainterpretarea imaginilor Galileo timpurii, cu rezoluție scăzută. Implicația este că gheața este prea subțire pentru a susține modelul diapir convectiv al formării caracteristicilor. 
În noiembrie 2011, o echipă de cercetători de la Universitatea Texasului din Austin și din alte părți a prezentat dovezi în revista Nature care sugerează că multe caracteristici de „ teren haos ” de pe Europa se află în vârful unor lacuri vaste de apă lichidă.   Aceste lacuri ar fi închise în întregime în învelișul exterior de gheață al Europei și ar fi distincte de un ocean lichid despre care se crede că există mai jos, sub învelișul de gheață. Confirmarea completă a existenței lacurilor va necesita o misiune spațială concepută pentru a sonda învelișul de gheață fie fizic, fie indirect, de exemplu, folosind radar. 
Lucrările publicate de cercetătorii de la Williams College sugerează că terenul haos poate reprezenta locuri în care cometele impactante au pătruns prin scoarța de gheață și într-un ocean subiacent. 

### Ocean subteran

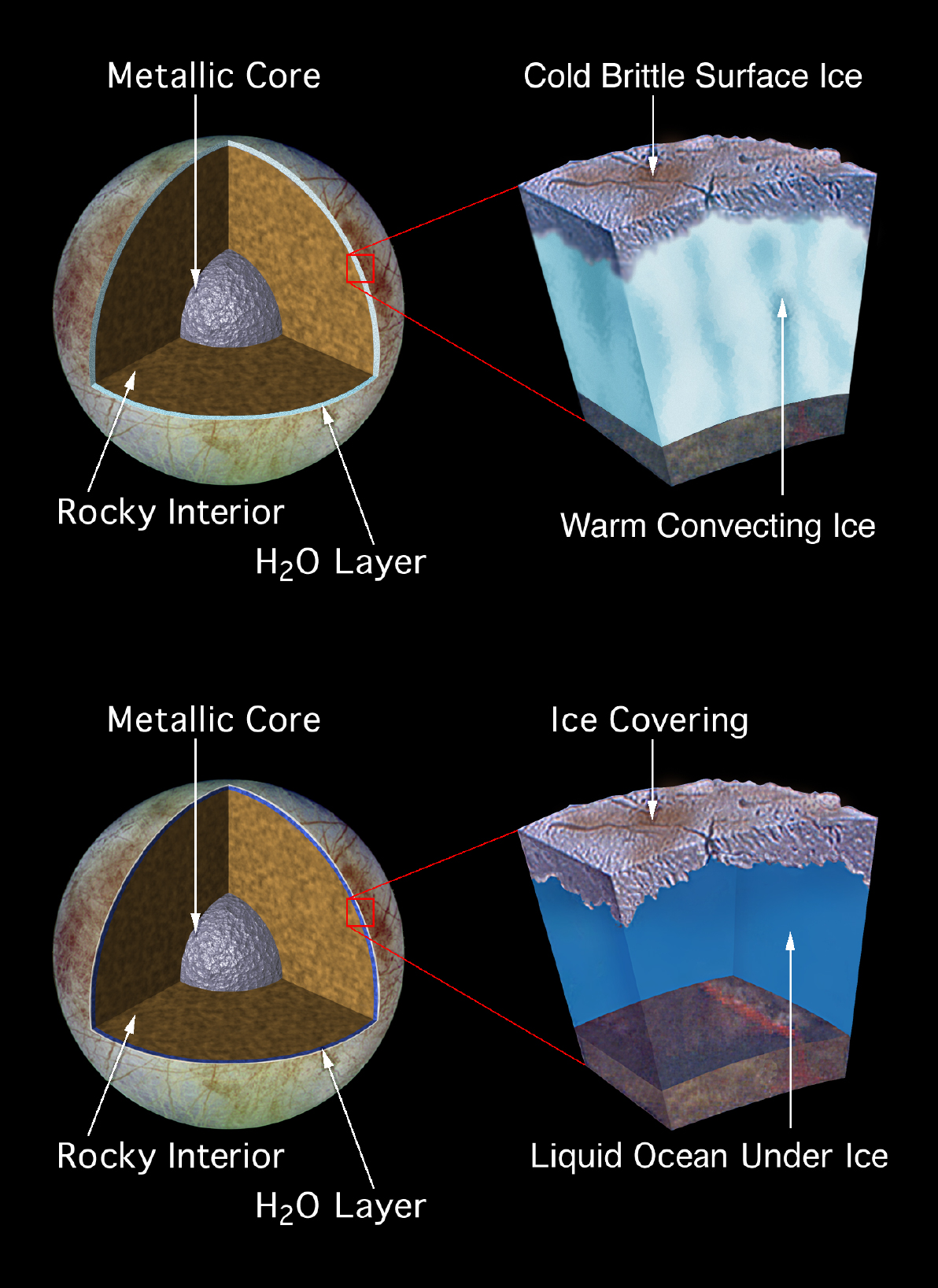
Două modele posibile ale Europei

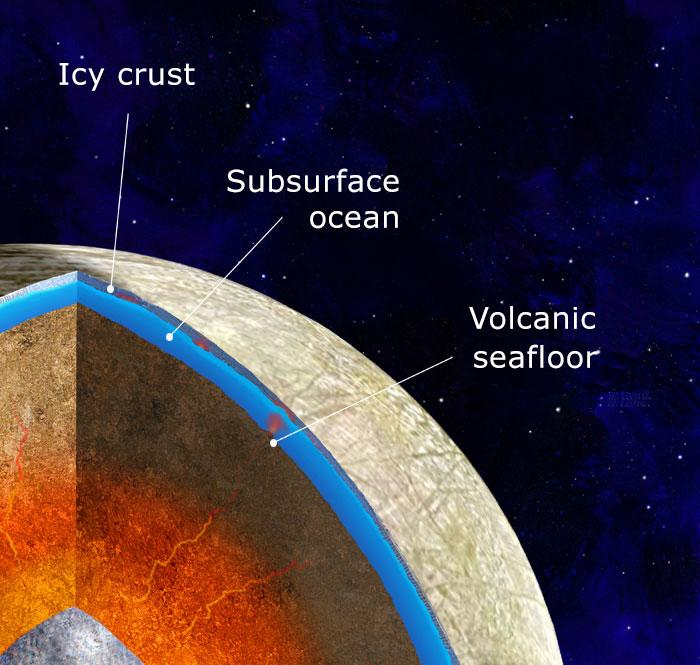
Europa - structură internă
(opera de artă; 25 mai 2021)

Consensul oamenilor de știință este că sub suprafața Europei există un strat de apă lichidă și că căldura de la încălzirea mareică permite oceanului de sub suprafață să rămână lichid.   Temperatura de suprafață a Europei este în medie de aproximativ 110 K (−160 °C; −260 °F) la ecuator și doar 50 K (−220 °C; −370 °F) la poli, păstrând crusta înghețată a Europei la fel de tare ca granitul.  Primii indicii ai unui ocean sub suprafață au venit din considerente teoretice ale încălzirii mareice (o consecință a orbitei ușor excentrice a Europei și a rezonanței orbitale cu ceilalți sateliți galileeni). Membrii echipei de imagistică Galileo susțin existența unui ocean subteran din analiza imaginilor Voyager și Galileo.  Cel mai dramatic exemplu este „terenul haos”, o trăsătură comună pe suprafața Europei pe care unii o interpretează ca o regiune în care oceanul de sub suprafață a topit crusta de gheață. Această interpretare este controversată. Majoritatea geologilor care au studiat Europa preferă ceea ce se numește în mod obișnuit modelul „gheață groasă”, în care oceanul a interacționat rar, dacă vreodată, direct cu suprafața actuală.  Cea mai bună dovadă pentru modelul de gheață groasă este un studiu al craterelor mari de pe Europa. Cele mai mari structuri de impact sunt înconjurate de inele concentrice și par a fi umplute cu gheață relativ plată, proaspătă; pe baza acestui fapt și a cantității calculate de căldură generată de mareele europane, se estimează că scoarța exterioară de gheață solidă are aproximativ 10–30 km grosime,  incluzând un strat ductil de „gheață caldă”, ceea ce ar putea însemna că oceanul lichid de dedesubt poate avea aproximativ 100 kilometri (60 mi) adâncime.  Acest lucru duce la un volum al oceanului Europei de 3 × 10 18 m 3, între două sau trei ori volumul oceanelor Pământului.  

Modelul de gheață subțire sugerează că învelișul de gheață al Europei poate avea o grosime de doar câțiva kilometri. Cu toate acestea, majoritatea oamenilor de știință planetari ajung la concluzia că acest model ia în considerare doar acele straturi superioare ale scoarței Europei care se comportă elastic atunci când sunt afectate de mareele lui Jupiter. Un exemplu este analiza îndoirii, în care crusta Europei este modelată ca un plan sau sferă ponderată și îndoită de o sarcină grea. Modele ca acesta sugerează că porțiunea elastică exterioară a crustei de gheață ar putea fi subțire până la 200 metri (660 ft). Dacă învelișul de gheață de pe Europa are într-adevăr doar câțiva kilometri grosime, acest model de „gheață subțire” ar însemna că contactul regulat al interiorului lichid cu suprafața ar putea avea loc prin creste deschise, determinând formarea unor zone de teren haotic.  Impacturile mari care trec pe deplin prin scoarța de gheață ar fi, de asemenea, o modalitate prin care oceanul subteran ar putea fi expus. 

#### Compoziție

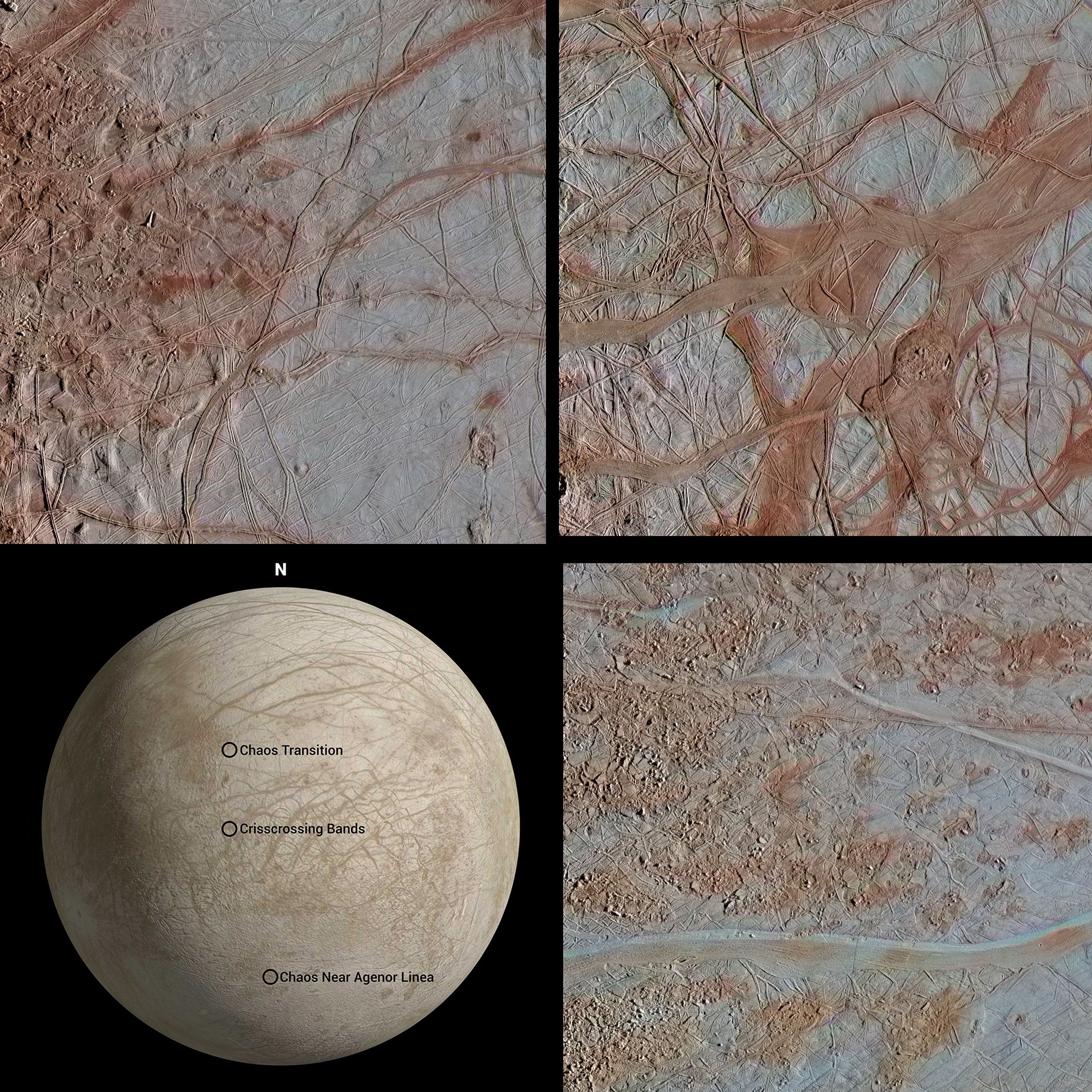
Vederi mărite ale Europei obținute pe 26 septembrie 1998; imaginile în sensul acelor de ceasornic din stânga sus arată locații de la nord la sud, așa cum este indicat în stânga jos.

Sonda Galileo a descoperit că Europa are un moment magnetic slab, care este indus de partea variabilă a câmpului magnetic jovian. Intensitatea câmpului la ecuatorul magnetic (aproximativ 120 nT ) creată de acest moment magnetic este de aproximativ o șesime din intensitatea câmpului lui Ganymede și de șase ori mai mare decât cea a lui Callisto.  Existența momentului indus necesită un strat dintr-un material foarte conductiv electric în interiorul Europei. Cel mai plauzibil candidat pentru acest rol este un mare ocean subteran de apă sărată lichidă. 
De când sonda spațială Voyager a zburat pe lângă Europa în 1979, oamenii de știință au lucrat pentru a înțelege compoziția materialului maro-roșcat care acoperă fracturile și alte caracteristici tinere din punct de vedere geologic de pe suprafața Europei.  Dovezile spectrografice sugerează că dungile și trăsăturile întunecate, roșiatice de pe suprafața Europei pot fi bogate în săruri precum sulfatul de magneziu, depuse prin evaporarea apei care a apărut din interior.  Hidratul de acid sulfuric este o altă posibilă explicație pentru contaminantul observat spectroscopic.  În ambele cazuri, deoarece aceste materiale sunt incolore sau albe atunci când sunt pure, trebuie să fie prezente și alte materiale pentru a ține seamă de culoarea roșiatică, iar compușii de sulf sunt suspectați. 
O altă ipoteză pentru regiunile colorate este că acestea sunt compuse din compuși organici abiotici numiți colectiv toline.    Morfologia craterelor și crestelor Europei sugerează un material fluidizat care iese din fracturile unde au loc piroliza și radioliza. Pentru a genera toline colorate pe Europa trebuie să existe o sursă de materiale (carbon, azot și apă) și o sursă de energie pentru a face reacțiile. Se presupune că impuritățile din scoarța de gheață de apă din Europa apar atât din interior ca evenimente criovulcanice care refac suprafața cât și că se acumulează din spațiu sub formă de praf interplanetar.  Tolinele aduc implicații astrobiologice importante, deoarece pot juca un rol în chimia prebiotică și abiogeneză.   
Prezența clorurii de sodiu în oceanul intern a fost sugerată de o caracteristică de absorbție la 450nm, caracteristică cristalelor de NaCl iradiate, care a fost observată în observațiile HST ale regiunilor haos, presupuse a fi zone de ridicare recentă subterană.

#### Pene

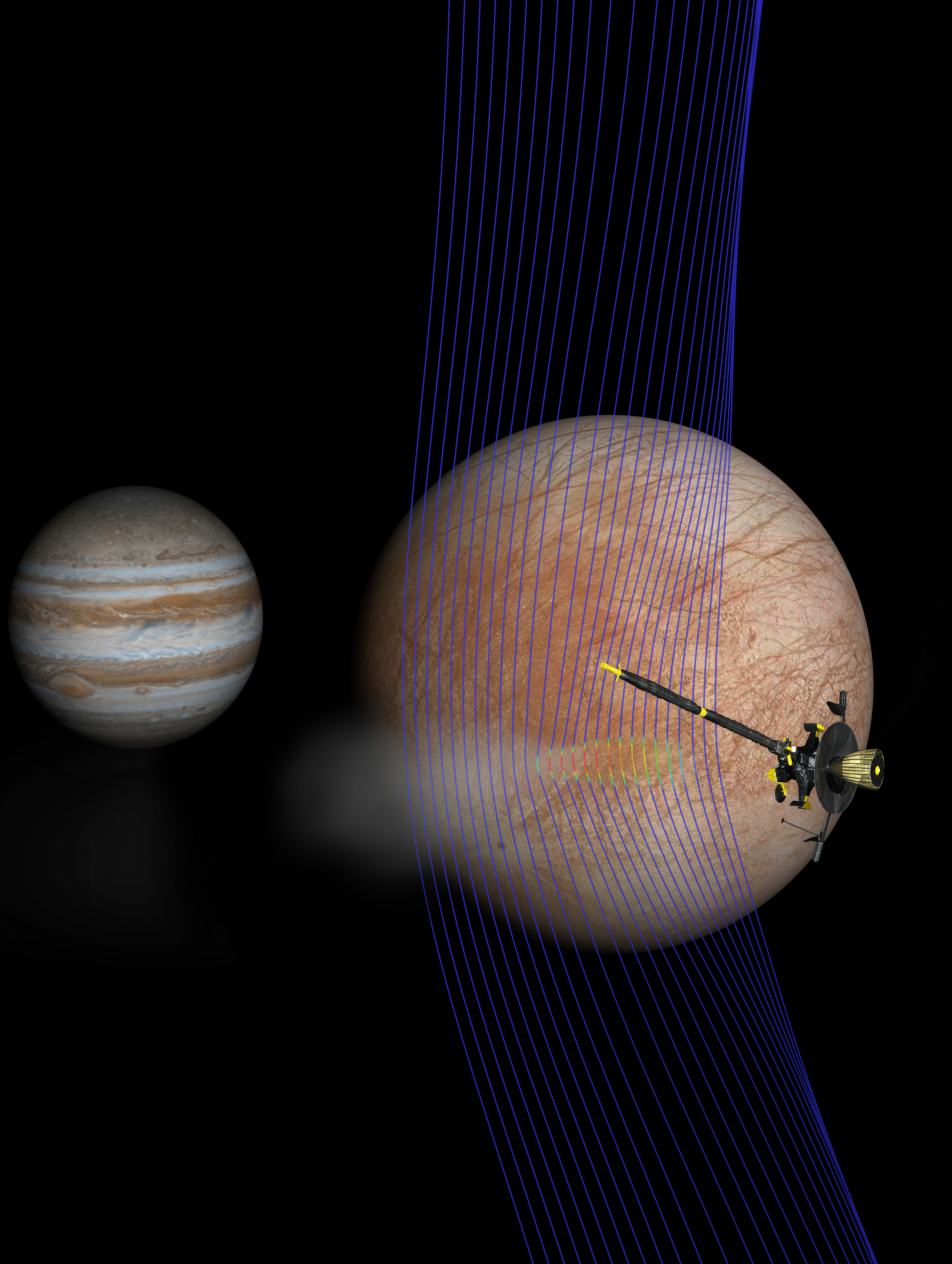
Pene de apă de pe Europa detectate de sonda spațială Galileo

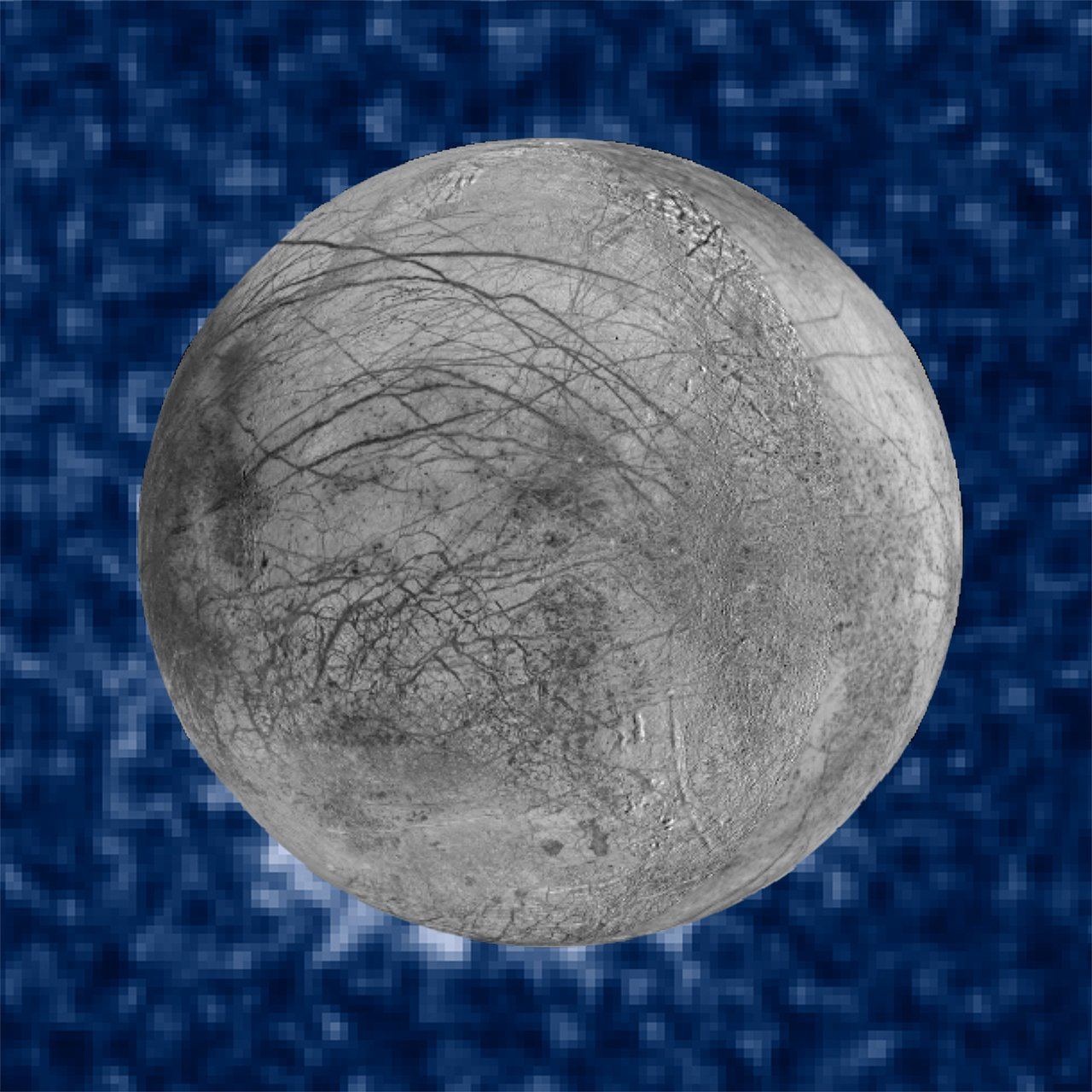
Fotografie compusă cu de pene de apă suspectate pe Europa

### Atmosfera

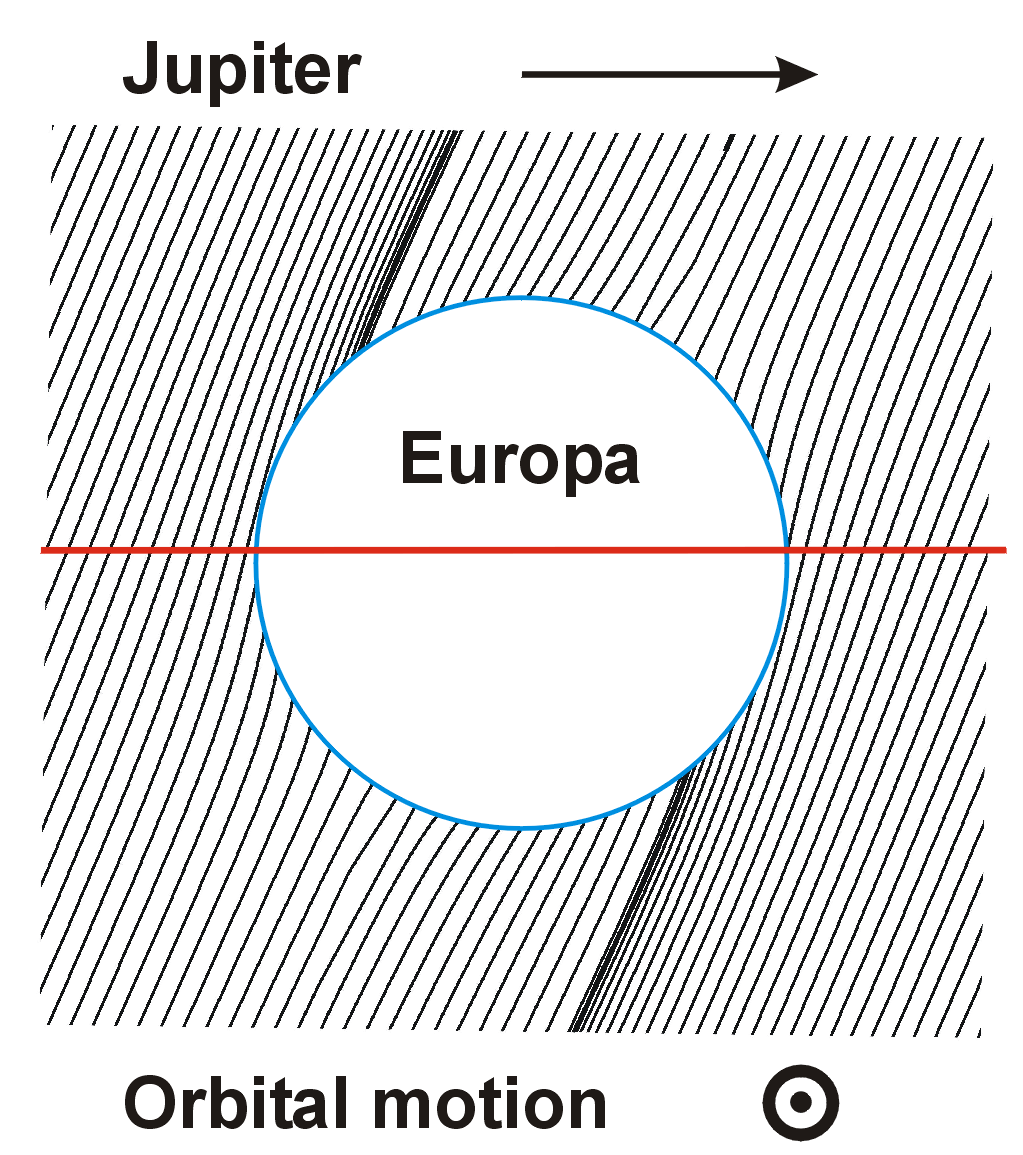
Câmp magnetic în jurul Europei. Linia roșie arată o traiectorie a navei spațiale Galileo în timpul unui zbor tipic (E4 sau E14).

## Potential de locuibilitate

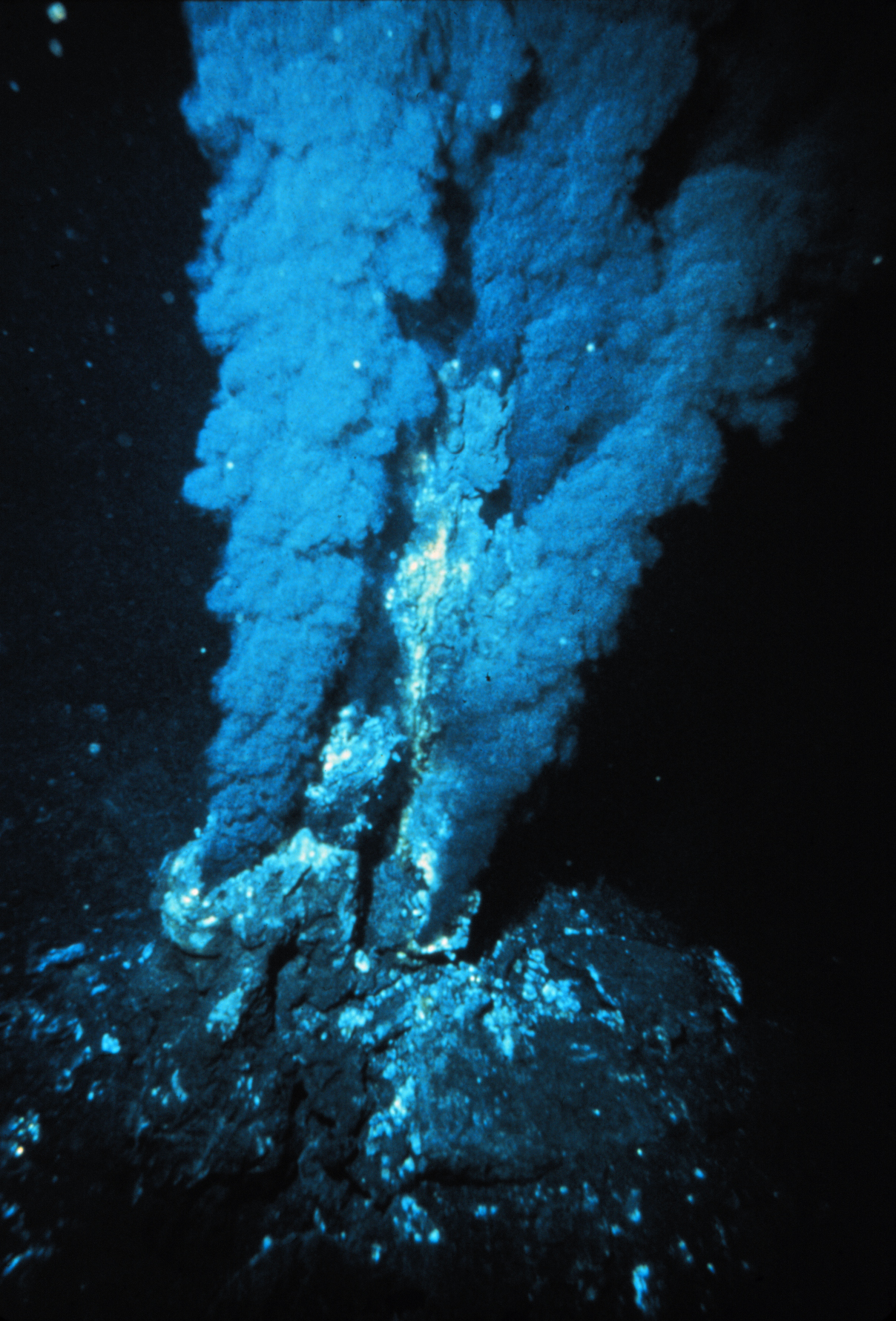
Un izvor hidrotermal în Oceanul Atlantic. Conduse de energia geotermală, aceasta și alte tipuri de orificii hidrotermale creează dezechilibre chimice care pot furniza surse de energie pentru viață.

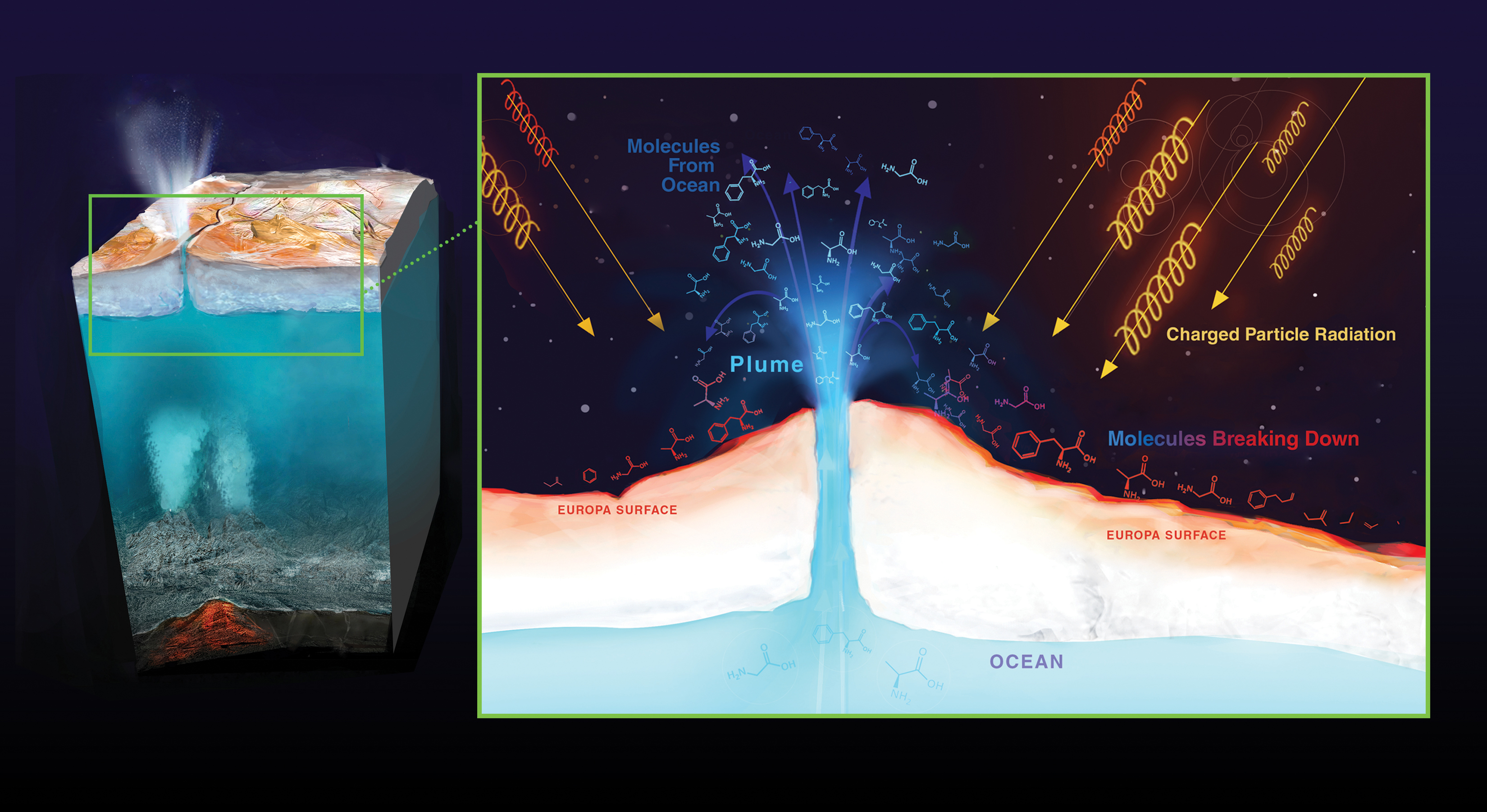
Europa – posibil efect al radiațiilor asupra substanțelor chimice cu semnătură biologică

## Legături externe

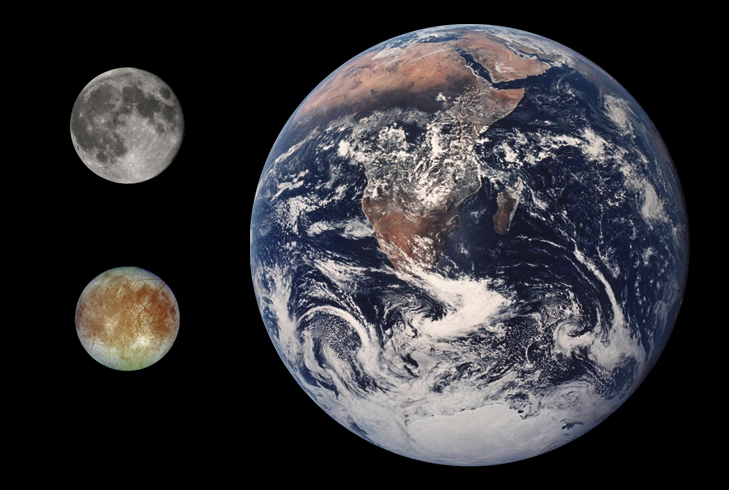
Europa comparată cu Luna și Pământul